# خوووونو
خوووونو (به لهستانی:  Hołowno) یک روستا در لهستان است که در گمینا پوددووژه واقع شده‌است.